# Raffaello Rontani
Raffaello Rontani (Firenze, ... – Roma, 1622) è stato un compositore italiano.

## Biografia
Non è noto il luogo e la data di nascita. Lo si presume nato a Firenze dato che nella raccolta a stampa Le risonanti sfere (Roma, 1629), che include una sua aria a voce sola, viene menzionato come "fiorentino". 

Le notizie sulla sua attività partono dal 1610, anno in cui diede alle stampe a Firenze la raccolta Gl'affettuosi. Il primo libro de madrigali a tre voci ... per concertare nel chitarrone o semplicemente cantati, dedicandola al nobile fiorentino Filippo di Averardo Salviati. Fu attivo anche nella cerchia di Antonio de' Medici, figlio naturale del  granduca di Toscana Francesco I, a cui dedicò la raccolta Le varie musiche a una due e tre voci ... Libro primo (Firenze, 1614).

Successivamente si trasferì a Roma, dove dal 1616 alla morte fu maestro di cappella di San Giovanni dei Fiorentini. Fu anche "capo del concerto" del duca Alessandro Sforza, al quale dedicò la raccolta Le varie musiche a una a due e tre voci ... Libro secondo (1618).

## Opere
Rontani fu uno dei compositori italiani più prolifici nel campo della musica vocale da camera. Le sue musiche furono apprezzate al suo tempo, come dimostrano i suoi sei libri di arie da cantare a una o due voci e basso continuo (a volte anche intavolato per chitarra spagnola), di cui almeno metà vennero ristampati, anche dopo la sua morte. I sei libri contengono un totale di 97 brani, di cui circa 60 a voce sola. Nella maggior parte dei casi si tratta di arie strofiche, che presentano caratteri più vicini a quelli di altri compositori romani che fiorentini, soprattutto nell'abbandono dello stile recitativo a vantaggio dell'arietta strofica.

### Raccolte individuali a stampa
- Gl'affettuosi. Il primo libro de madrigali a tre voci ... per concertare nel chitarrone o semplicemente cantati (Firenze, C. Marescotti, 1610)
- Le varie musiche a una due e tre voci per cantare nel clavicembalo et chitarrone. Libro primo (Firenze, Z. Pignoni, 1614)
- Le varie musiche a una a due e tre voci per cantare nel Gravicembalo, overo nella tiorba, et in altri stromenti simili. Libro secondo. Opera sesta (Roma. G.B. Robletti, 1618)
- Le varie musiche a una et due voci per cantare nel cimbalo, o in altri stromenti simili con l'alfabeto per la chitarra in quelle più a proposito per tale stromento. Libro terzo. Opera settima (Roma, L.A. Soldi, 1619)
- Le varie musiche a una e due voci .... Libro quarto. Opera ottava (Roma, 1620)
- Varie musiche a una e due voci per cantare nel cimbalo e nella tiorba, con l'alfabeto della chitarra spagnola in quelli più a proposito per tale intromento. Libro quinto. Opera nona (Roma, G.B. Robletti ad istanza di Antonio Poggioli, 1620)
- Le varie musiche a una, et due voci per cantare nel cimbalo o in altri stromenti simili. Libro sesto. Opera undecima (Roma, G.B. Robletti ad istanza di Antonio Poggioli, 1621)
- Madrigali a cinque voci (perduti)
- Madrigali concertati a due, tre, quattro, cinque, e sei voci (perduti)

### Composizioni in raccolte collettive
- Quel rosignuol che sì soave piagne, aria a voce sola, in Giardino musicale di varii eccellenti autori... (Roma, G.B. Robletti, 1621).
- Piangete occhi piangete, aria a due voci, in Giardino musicale di varii eccellenti autori... (Roma, G.B. Robletti, 1621).
- Litaniae Beatae Virginis a quattro voci, in Litaniae B. Virginis quaternis, quinis, senis, et octonis vocibus concinendae, cum basso ad organum (Roma, G.B. Robletti, 1622)
- Ahi che non può 'l mio core, aria a voce sola, in Le risonanti sfere da velocissimi ingegni armonicamente raggirate ... (Roma, G.B. Robletti, 1629)